# Perenijalizam
Večna filozofija (Latinski: philosophia perennis), takođe pod nazivom Perenijalizam, je pravac u filozofiji religijie iz čijeg ugla sve religijske tradicije dele jednu, univerzalnu istinu na čijem temelju je izgrađeno svo religijsko znanje i doktrine.
Agostino Steuco (1497 – 1548) skovao je termin philosophia perennis, crpeći inspiraciju neo – Platonske filozofije Marsilija Fićina (1433 -1499) I Đovana Pika dela Mirandole (1463 – 1494).
Ova ideja popularizovana je od strane Transcedentalista. Krajem 19. veka Teozofsko društvo nastavila je sa popularizacijom koncepta pod imenom “Religija Mudrosti” ili “Drevna Mudrost”. U 20 veku dalje je proširena na engleskom govornom području kroz delo Oldusa Hakslija Večna filozofija, kao i kroz škole mišljenja koje su kulminirale u Nju Ejdž pokret.

## Definicija
Prema gledištu Perenijalizma, svaka od religija sveta, uključujući, ali ne ograničavajući se na, Hrišćanstvo, Islam, Judaizam, Hinduizam, Taoizam, Konfučijanizam, Šintoizam, Sikizam i Budizam, jeste interpretacija univerzalne istine prilagođena da neguje psihološke, intelektualne i socijalne potrebe date kulture određenog vremenskog perioda. Univerzalna istina koja živi u srcima svake religijske tradicija bivala je iznova otkrivena u svakoj od epoha posredstvom mudraca, proroka i filozofa. Oni uključuju ne samo osnivače velikih svetskih religija već i nadarene i inspirisane mistike, teologe i propovednike koji su oživeli već postojeće religije, kada su pale u praznu plitkoumnost i prosti ceremonijalizam.
Proponenti večne filozofije raspravljaju da, iako su sveti spisi svetskih religija nepobitno raznoliki i često se površno supotstavljaju jedni drugima, moguće je raspoznati zajedničku doktrinu kada je reč o krajnjoj svrsi ljudskog života. Tipično je ovakva doktrina pozicionirana kao mistična, u kontektsu posmatranja summum bonum - a ljudskog života kao iskustva sjedinjenja sa vrhovnim bićem (nekad percepiranog kao "energijia", poput univerzuma) koje jedino može biti ostvareno upuštanjem u program fizičkog i mentalnog "pročišćenja" ili "samorazvoja".
Perenijalizam može biti u opoziciji sa konvencijonalnom religijskom dogmom, koja razgraničava jasne linije istine i laži koje odvajaju religije, a takođe i sa istorizmom, koji gleda na religijski fenomen kao utvrđen od strane socio - političkog konteksta sa nedostatkom apsolutne istine.

## Poreklo

### Grčke misterije
Eluizijanska misterija i kampanja Aleksandra Velikog postavljeni su kao donositelji velikih kulturalnih razmena ideja. One uključuju preklapanja između Kulta Izide i Dijonizijskih Misterija, po mogućstvu Mitraizma i Hindustičkih ideja kroz Persijski uticaj. Egipatsko božanstvo Oziris i grčki bog Dionis poistovećeni su davno koliko u 5. veku pre Hrista delom istoričara Herodota. Vil Duran u svojoj knjizi "Priča civilizacije", Tomas MekEvili u svojoj knjizi "Oblik antičke misli" takođe, pominju da ovaj tok i razmenu ideja uključuje i grčku i indijsku misao.

### Filon Aleksandrijski
Sinktretička tradicija pomirenja različitih verovanja počela je, smatra se, pre Filona, ali je Filon taj koji je pokušao da pomiri Grčki Racionalizam sa Torom, što je otvorilo put ka siknretizmu Hrišćanstva i Neo – Platonizma.

### Neo – Platonizam
Marsilio Fićino (1433 – 1499) raspravljao je da postoji fundamentalno jedinstvo svega postojanog – duša ili ljubav koja ima svoj duplikat u svetu ideja; Platonska filozofija i Hrišćanska teologija obe obuhvataju ovu istinu. Uticaj na Fićina imali su raznovrsni filozofi, pogotovo Aristotelski Skolasticizam. Na svoju filozofsku misao gledao je kao na deo dugačkog razvoja filozofske istine antičkih pre – platonskih filozofa (uključujući Zoroastera, Hermesa Trismegistosa, Orfijusa, Aglaofemusa i Pitagore) koji su doživeli vrhunac u Platonovo doba. Prisca theologia, ili prečasna i drevna teologija, koja je obuhvatala istinu i mogla biti nađena u svim razdobljima, bila je vitalna ideja za Fićina.
Đovani Piko dela Mirandola (1463 – 94), Fićinov učenik, otišao je dalje od svog učitelja predlagajući da se istina može naći u mnogim tradicijama, ne samo ove dve, time nudivši pomirenje između misli Platona i Aristotela, a videvši i aspekte Prisca theologia u Averroes, Kuranu i Kabali, između ostalog. Nakon smrti Pika i Fićina, ova se linija misli proširila i uključivala Symphoriena Champier -a i Frančeska Điorđia.

### Steuco
Termin perenni philosophia prvobitno je korišćen od strane Agostina Steuca (1497 – 1548), koji ga je koristio kako bi naslovio raspravu. De perenni philosophia libri X, izdat je 1540 godine. De perenni philosophia bila je najpodržajniji pokušaj filozofske sinteze i harmonije. Steuco predstavlja liberalno krilo šesnaestovekovne Biblijske teologije, iako je odbacivao ideje Lutera i Kalvina. De perenni philosophia kompleksno je delo koje, doduše, sadrži pomenuti termin dva puta. Formuliše da postoji “jedan princip svih stvari, od kojega je uvek bilo jednog istog znanja među svim ljudima”. Ovo jedino znanje (sapientia) ključan je element u njegovoj filozofiji. Utoliko koliko naglašava kontinuitet naspram progresa, Steucova ideja nije ona konvencionalno povezana sa Renesansom. Uistinu, on teži da veruje kako je istina podložna vremenu i da je jedino sačuvana u prisci theologici. Steuco preferira Platon od Aristotela i vidi veću kongruentnost između prvog i Hrišćanstva, nego li drugog filozofa. Držao je do toga da filozofija deluje u sintezi sa religijom i da treba voditi znanju o Bogu, kao i da istina teče iz jednog izvora; na njega je uticala lambichusova izjava da je “znanje o Bogu urođeno u svemu”, a takođe je pridavao veliki značaj Hermesu Trismegistosu.
Steucov perenijalizam je veoma uziman u obzir među mnogim učenjacima naredna dva veka nakon objavljivanja, onda uveliko zaboravljena do ponovnog otkrića Otoa Vilmana krajem devetnaestog veka. Uopšteno, De perenni philosophia nije bila naročito uticajna, a a većim delom ograničena onima sličnog opredeljenja. Delo nije dospelo na Indeks dela zabranjenih od strane Rimske Katoličke Crkve, međutim Cosmopoeia, njegovo drugo delo, koje je izražavalo slične ideje, jeste. Religijski kriticizam težio je konzervativnom gledištu, prema kome Hriščansko učenje treba tumačiti kao jedinstveno, umesto da se posmatra kao savršen iskaz istine kakav se može naći svugde. Uopštenije, ovaj filozofski sinkretizam izlagan je na uštrb nekih doktrina koje uključuje, te je moguće da Steucovo kritičko rasuđivanje nije bilo doraslo zadatku koji je sebi dodelio. Štaviše, takvo uzdanje u Prisca theologia ispostavilo se da je nepodobno, s obzirom na to da se kasnije ispostavilo da su mnogi tekstovi korišćeni u ovoj školi mišljenja smatrani za lažne.

## Literatura
- Mateus Soares de Azevedo, Ye Shall Know the Truth: Christianity and the Perennial Philosophy, Bloomington: World Wisdom, 2005.  978-0-941532-69-3.
- James S. Cutsinger, The Fullness of God: Frithjof Schuon on Christianity, Bloomington, Indiana: World Wisdom, 2004
- Drury, Nevill (2004). The New Age: Searching for the Spiritual Self. London, England, UK: Thames and Hudson. ISBN 978-0-500-28516-9.
- Ranjit Fernando (ed.) (1991), The Unanimous Tradition, Essays on the essential unity of all religions. Sri Lanka Institute of Traditional Studies, 1991.  955-9028-01-4.
- Hori, Victor Sogen (1999), Translating the Zen Phrase Book. In: Nanzan Bulletin 23 (1999) (PDF)
- Aldous Huxley . The Perennial Philosophy. UK: Chatto & Windus; USA: Harper & Row, Harper & Brothers. Harper Perennial 1990 edition:. 1944.  978-0-06-090191-2. Harper Modern Classics 2004 edition:.  978-0-06-057058-3.
- John Holman (2008), The Return of the Perennial Philosophy: The Supreme Vision of Western Esotericism. Watkins Publishing.  978-1-905857-46-3.
- Jacobs, Alan (2004), Advaita and Western Neo-Advaita. In: The Mountain Path Journal, autumn 2004, pages 81-88, Ramanasramam, Архивирано из оригинала 18. 05. 2015. г., Приступљено 11. 01. 2017
- King, Richard (2002), Orientalism and Religion: Post-Colonial Theory, India and "The Mystic East", Routledge
- McMahan, David L. (2008). The Making of Buddhist Modernism. Oxford University Press. ISBN 9780195183276.
- Roy, Sumita (2003), Aldous Huxley And Indian Thought, Sterling Publishers Pvt. Ltd
- Frithjof Schuon and the Perennial Philosophy, Authors Harry Oldmeadow and William Stoddart, Contributor William Stoddart, Publisher World Wisdom, Inc. 2010.  978-1-935493-09-9.
- Sharf, Robert H. (2000), The Rhetoric of Experience and the Study of Religion. In: Journal of Consciousness Studies, 7, No. 11-12, (2000). стр. 267-87 (PDF), Архивирано из оригинала (PDF) 13. 05. 2013. г., Приступљено 11. 01. 2017
- The other perennial philosophy: a metaphysical dialectic, Author Alan M. Laibelman, University Press of America. 2000.  978-0-7618-1827-4.
- Perennial Philosophy, Brenda Jackson, Ronald L McDonald, Penguin Group (USA).  978-0-452-00144-2.
- "The Mystery of the Two Natures", in Barry McDonald (ed.), Every Branch in Me: Essays on the Meaning of Man, Bloomington, Indiana: World Wisdom, 2002
- Parsons, William B. (2011), Teaching Mysticism, Oxford University Press
- Whitall N. Perry, A Treasury of Traditional Wisdom, Louisville, Kentucky: Fons Vitae, 2001
- Philip Sherrard, "Christianity and Other Sacred Traditions", in: Christianity: Lineaments of a Sacred Tradition, Brookline, Massachusetts: Holy Cross Orthodox Press, 1998
- William W. Quinn, junior. The Only Tradition, in S.U.N.Y. Series in Western Esoteric Traditions. Albany, N.Y.: State University of New York Press. 1997. xix, 384 p.  978-0-7914-3214-3. pbk
- Samuel Bendeck Sotillos (2013). Psychology and the Perennial Philosophy: Studies in Comparative Religion. Bloomington, IN: World Wisdom. ISBN 978-1-936597-20-8.

## Spoljašnje veze
- Kabbalah and the Perennial Philosophy Архивирано на веб-сајту  (27. децембар 2008)
- Slideshow on the Perennial Philosophy
- The End of Philosophy by Swami Tripurari
- Religious Pluralism and the Question of Religious Truth in Wilfred C. Smith
- James S. Cutsinger Perennial Philosophy and Christianity
- OSHO discourses on Philosophia Perennis Архивирано на веб-сајту  (8. јануар 2014)